# Tineoidea
Die Tineoidea sind eine etwa 4750 Arten umfassende Überfamilie der Schmetterlinge innerhalb der Gruppe der Ditrysia. Sie kommt in Europa mit 564 Arten und Unterarten vor.

## Merkmale
Der Kopf ist im Allgemeinen rau und trägt hauptsächlich haarförmige Schuppen. Punktaugen (Ocelli) fehlen in der Regel, sind aber bei manchen Eriocottidae und Psychidae vorhanden. Die Fühler sind in der Regel kürzer als die Vorderflügellänge, der Scapus kann gekämmt sein, das Flagellum ist in der Regel fadenförmig, gelegentlich aber bei Männchen der Eriocottidae, den Acrolophidae, Psychidae und den Weibchen der Arrhenophanidae auch kammförmig. In der Regel hat jedes Fühlersegment eine Reihe schlanker Schuppen, selten sind es auch zwei. Sie befinden sich entweder rundherum um das Segment, oder befinden sich nur auf der Dorsalseite. Chaetosemata fehlen. Die Maxillarpalpen sind bei vielen Tineidae und der Gattung Crepidochares der Eriocottidae fünfgliedrig, bei allen anderen sind sie entweder viergliedrig oder fehlen. Die Labialpalpen sind in der Regel dreigliedrig und tragen am Apex und den Seiten des zweiten Segments kräftige, aufgerichtete, kammförmig angeordnete Schuppen (Borsten). Diese fehlen bei den Arrhenophanidae und den meisten Acrolophidae und Psychidae. Die Vorderflügel sind mäßig breit. Ihre Ader Rs4 endet in der Regel an der Costalader oder der Flügelspitze. Bei den Psychidae und den meisten Arrhenophanidae und Eriocottidae endet sie am Termen. Am Hinterleib tragen die Terga keine Dorne. Das zweite Hinterleibssegment besitzt keine tergosternale Verbindung. Tympanalorgane fehlen mit Ausnahme der Unterfamilie Harmocloninae der Tineidae, bei denen welche am zweiten Sklerit ausgebildet sind.
Die Eier haben eine ovale Form, sind vom flachen Typ und haben die Achse ihrer Mikropyle parallel oder nahezu parallel zur Oberfläche, auf der sie abgelegt werden. Das Chorion ist ziemlich glatt bis fein netzförmig strukturiert. Die Eier werden in der Regel einzeln und außerhalb des Substrates abgelegt, manche Arten legen sie aber in großer Zahl gemeinsam ab. Die Raupen leben häufig in einer Röhre oder einem transportablen Sack. In sämtlichen Stadien sind die Thorakalbeine voll entwickelt und außerdem fünf Paar Bauchbeine ausgebildet. Die ventralen Hakenkränze sind in einer einfachen Reihe zu einem ganzen Kreis, oder einer ganzen Ellipse oder einem Teil davon angeordnet. Die Puppen sind unvollständig und besitzen keine beweglichen Mandibeln. Ihre Körperanhängsel sind unterschiedlich stark am Körper anliegend. Sie besitzen 36 bewegliche Hinterleibssegmente. Bei ihnen sind in der Regel Maxillarpalpen ausgebildet. Am Hinterleib sind die Dorne der Terga in der Regel in Reihen, manchmal auch in Gruppen ausgebildet. Bevor die Falter schlüpfen bewegt sich die Puppe teilweise aus ihrem Kokon hinaus.

## Vorkommen und Lebensweise
Die Echten Motten sind hauptsächlich tropisch verbreitet und weisen Arten mit sehr vielfältigen Ernährungsgewohnheiten auf. Bei allen ihren großen Unterfamilien finden sich jedoch Arten die generalistisch Pilze oder Detritus fressen, was vermutlich die ursprüngliche Ernährungsgewohnheit widerspiegelt. Die Raupen der vor allem in der Äthiopis und Orientalis verbreiteten Eriocottidae ernähren sich vermutlich von Detritus oder möglicherweise auch in Totholz oder von abgestorbenem Pflanzenmaterial. Die Acrolophidae sind nur aus der neuen Welt, vor allem der Neotropis bekannt und ernähren sich, soweit bekannt von Detritus, oder in Grashorsten, Rohrzuckerpflanzen oder Stielporlingsartigen. Eine einzige Art ernährt sich von Detritus und Kot in Schildkrötenbauen. Die Sackträger sind weltweit verbreitet, haben ihren Verbreitungsschwerpunkt mit etwa 90 % der Arten aber in der Alten Welt. Sie ernähren sich auch sehr vielfältig, beispielsweise an Flechten, in Ameisennestern, wo sie vermutlich Abfälle fressen oder an Pflanzen. Die Arrhenophanidae sind hauptsächlich in der Neuen Welt verbreitet.

## Systematik
Die Tineoidea sind die ursprünglichste Gruppe der Ditrysia. Bis 1988 umfasste die Überfamilie noch die Familien, die mittlerweile zu den Gracillarioidea gestellt werden. Kristensen unterscheidet sechs Familien; Lyonetiidae und Ochsenheimeriidae (letztere als Unterfamilie der Ypsolophidae) werden zu den Yponomeutoidea gestellt.
Die Tineoidea werden vor allem durch ihr schlankes Paar ventraler Pseudoapophysen am zehnten Hinterleibssegment bei den meisten Weibchen und den ungewöhnlich langen, teleskopartigen Ovipositor charakterisiert. Außerdem kann man die Gruppe von den nahe verwandten Gracillarioidea und den übrigen Gruppen der Ditrysia durch die aufgerichteten Schuppen an der Frons, die Labialpalpen mit seitlichen Borsten und das Haustellum mit den kurzen, separaten Galeae unterscheiden.
Mögliche Synapomorphien der Familien abseits der Tineidae sind die starke Tendenz der Fühler doppelt gekämmt ausgebildet zu sein, die zurückgebildeten Maxillarpalpen, die mit Ausnahme der Eriocottidae dreigliedrig sind, die Flügelader Rs4 der Vorderflügel, die eher am Termen anstatt an der Costa endet, das männliche Retinaculum, das eher an der Flügelmembrane zwischen der Costal- und Subcostalader als an der Subcostalader entspringt, das weibliche Frenulum, dass mehr als vier Borsten besitzt, die Spitze des Sacculus bei den männlichen Genitalien, das einen oder mehrere dornenartige Sensillen und einen stacheligen, membranartigen Lobus („Pulvillus“) an der Oberfläche der inneren Valven aufweist. Mögliche Autapomorphien des Taxons Acrolophidae + Psychidae + Arrhenophanidae sind das Fehlen von Kämmen an den Fühlern und die verwachsene Apophyse der Metafurca und des Sekundärarms der Furca, wodurch sich eine brückenartige Struktur ergibt. Die Abspaltung der Arrhenophanidae von den Psychidae wurde kritisiert, scheint jedoch gerechtfertigt zu sein.
Folgende Familien werden den Tineoidea zugerechnet:
- Echte Motten (Tineidae)
- Eriocottidae
- Acrolophidae
- Arrhenophanidae
- Echte Sackträger (Psychidae)
- Lypusidae; monotypisch mit einer Art: Lypusa maurella

## Belege